# GRU
GRU (z ruského akronymu ГРУ znamenajícího Главное разведывательное управление, Glavnoje razvedyvatělnoje upravlenije, česky: Hlavní správa rozvědky) je ruská, dříve sovětská vojenská zpravodajská služba. Její celý nynější název je Hlavní správa generálního štábu Ozbrojených sil Ruské Federace (rusky Главное управление Генерального штаба Вооружённых Сил России – ГУ ГШ). Hovorově byla označována (v návaznosti na carskou armádu) jako Rozvědka.
Na rozdíl od jiných ruských bezpečnostních a zpravodajských agentur - například Služba vnější rozvědky (SVR), Federální služba bezpečnosti (FSB) a Federální správy ochrany (FSO), jehož hlavy podléhají přímo ruskému prezidentovi - je GRU vojenská zpravodajská služba, organizačně součást ruského generálního štábu, přičemž náčelník GRU je podřízen náčelníkovi generálního štábu jako jeden z jeho zástupců.
Ředitelství je údajně největší ruskou zahraniční zpravodajskou agenturou[zdroj?] a mezi svými protějšky se vyznačuje ochotou provádět riskantnější „komplikované operace s vysokým rizikem“. Podle neověřených prohlášení přeběhlíka GRU Stanislava Luněva nasadila v roce 1997 agentura v zahraničí šestkrát více agentů než SVR a velela asi 25 000 vojáků Specnazu.

## Historie
Pod názvem Registraturní správa byla založena 5. listopadu 1918 příkazem Revoluční vojenské rady republiky (Revvojensovětu), kterým rada potvrdila strukturu svého polního štábu. Později správa prošla několika změnami názvů a statutu (jakožto správa rozvědky, přechodně odbor rozvědky správy prvního pomocníka náčelníka generálního štábu, opět správa rozvědky, 4. správa generálního štábu Rudé armády, 5. správa). Svůj nynější název získala až po několika přejmenováních a reorganizaci.
Po založení GRU vydal Lenin příkaz tehdejší jediné rozvědné službě Čeka (předchůdce KGB) nezasahovat do operací GRU. Přesto již v roce 1919 Čeka GRU infiltrovala svými informátory.[zdroj?] Tím byl dán základ divokého soupeření mezi oběma rozvědnými službami. Jejich rivalita byla dokonce mnohem větší než rivalita mezi FBI a CIA v USA v pozdějších letech.[zdroj?]
Od června 1947 byla správa zahraniční rozvědky GRU spolu s částmi MGB (předchůdce KGB) začleněna do nově vzniklé společné zpravodajské organizace Výbor informací (KI, Komitět Informaciji). Důvodem byla jednak snaha eliminovat roztříštěnost sovětského zpravodajského systému, ale také Stalinova snaha omezit narůstající Berijovu moc.[zdroj?] KI byla vysoce centralizovaná organizace spadající pod Ministerstvo zahraničí. V polovině roku 1948 ministr obrany začal přesouvat personál zahraniční rozvědky zpět pod kontrolu GRU.[zdroj?] KI byl definitivně zrušen koncem roku 1951.
V období SSSR nebyla existence GRU nikdy oficiálně oznámena.[zdroj?] Široce známou (tzn. mimo úzký okruh zpravodajských služeb) se GRU stala až v průběhu perestrojky. Stalo se tak především díky knihám Viktora Suvorova (vl. jménem Vl. Rezuna), sovětského zpravodaje a důstojníka GRU, který v roce 1978 přeběhl na Západ do Velké Británie. Ve svých spisech popisoval především své zkušenosti se sovětskou armádou a zpravodajskými službami. Podle Suvorova nemohl dokonce ani generální tajemník KSSS vstoupit do ředitelství GRU, aniž by prošel bezpečnostní kontrolou.
Dodnes je GRU jednou z důležitých výzvědných služeb Ruské federace, neboť nebyla rozdělena jako KGB. Ta byla reorganizována poté, co napomáhala v roce 1991 nezdařenému pokusu o puč proti tehdejšímu sovětskému vůdci Michailu Gorbačovovi.

## Aktivity
GRU byla známa svou částečnou nezávislostí, a to i na hlavních mocenských centrech SSSR, jako byly KSSS či KGB.[zdroj?] Existenci GRU, strukturu a fungování západním zpravodajským službám odhalil po r. 1960 dvojitý agent Oleg Peňkovskij. Po jeho odhalení orgány kontrarozvědky KGB a následné popravě kontrola KGB nad GRU značně zesílila.
V prvních letech po zahájení existence kladla GRU největší důraz na špionáž proti Německu. Podílela se i na tamním neúspěšném komunistickém pokusu o převrat v roce 1923. Během 2. sv. války měla své agenty a spolupracovníky zejména v Evropě (např. zpravodajská skupina Rudá kapela) a Asii.
Se začátkem Studené války GRU zaměřila činnost na USA a země západní Evropy. V tomto prostoru budovala vlastní agenturní sítě, nezávisle na agenturních sítích KGB.
GRU operovala po celém světě včetně provozu stanice pro rádiový odposlech SIGINT v Lourdes na Kubě (souřadnice: 22.995 s. š., 82.464 z. d.), dále v zemích bývalého sovětského bloku, především v Lotyšsku a Litvě. Pod vedení GRU též spadá středisko kosmické rozvědky ve Vatutinkách, které se nacházejí 50 km JZ od Moskvy. Centrála GRU sídlí na Chodinském poli v Moskvě.
Podle Federace amerických vědců (FAS): „…ačkoliv je GRU někdy srovnávána s Obrannou výzvědnou službou Spojených států (Defense Intelligence Agency), její [GRU] aktivity jsou shodné s aktivitami téměř všech amerických vojenských výzvědných služeb. GRU získává zpravodajské informace prostřednictvím HUMINT (vojenských atašé a agentů v zahraničí). Také spravuje významnou síť (SIGINT) a řídí také síť zpravodajských satelitů (IMINT).“
Podle přeběhlíka na Západ, důstojníka GRU Stanislava Luněva jsou Spojené státy pokryty ruskou zpravodajskou službou, jejímž prostřednictvím GRU sbírá informace o amerických vůdcích. Tyto informace by v případě války byly využity ruskými speciálními jednotkami k cílené likvidaci těchto vůdců. Luněv dále tvrdí, že GRU se podílí i na výcviku teroristů, a to v celosvětovém měřítku. Pro GRU údajně pracoval i Šamil Basajev.
Roku 2002 napsal Bill Powell Velezradu, popis zkušeností bývalého plukovníka GRU Vjačeslava Baranova. Baranov byl naverbován CIA, ale následně byl zrazen ruským agentem umístěným buď v FBI nebo v CIA a strávil pět let ve vězení. Totožnost tohoto agenta je dodnes nejasná, přestože se spekuluje o Robertu Hanssenovi.

### Podezření ze zapojení do výbuchů muničních skladů ve Vrběticích
Dne 17. dubna 2021 zveřejnil premiér Andrej Babiš informaci, že podle českých bezpečnostních složek existuje důvodné podezření, že příslušníci GRU byli zapojeni do výbuchů muničních skladů ve Vrběticích na Zlínsku v říjnu a prosinci 2014. Z Česka proto bylo vyhoštěno 18 pracovníků ruské ambasády. NCOZ v této souvislosti pátrá po dvou mužích s ruskými pasy. Podle fotografií i jmen z pasů jde o stejné muže, kteří jsou podezřelí z otravy bývalého ruského dvojitého agenta Sergeje Skripala a jeho dcery Julije v britském Salisbury v roce 2018.

## Organizace a členění
V čele GRU stojí náčelník. Organizačně GRU od počátku spadala pod generální štáb Rudé, resp. Sovětské armády, ve druhé polovině 30. let přímo podléhala lidovému komisaři (tj. ministru) obrany, v letech 1942–1945 byla rozdělena na Hlavní správu rozvědky lidového komisariátu obrany a Správu vojskové rozvědky generálního štábu. V letech 1947–1948 byla součástí Výboru informací.
Kontrarozvědku čili zpravodajskou obranu Rudé armády dle zavedeného modelu vykonávala vojenská kontrarozvědka, součást Hlavní správy KGB.

### Organizační struktura ve 20.–30. letech 20. století
GRU se dělilo na šest oddělení:
- Agentura – nasazování agentů v zahraničí
- Operativní rozvědka – špionáž
  - Sekce I. Západní Evropa
  - Sekce II. Blízký východ
  - Sekce III. Amerika, Dálný východ, Indie
  - Sekce IV. Zásobování technickým materiálem pro zpravodajskou činnost
  - Sekce V. Teroristická činnost
  - Sekce VI. Dezinformace
- Informační oddělení – analýza a vyhodnocování informací
- Školení agentů
- Zahraniční styky – vojenští atašé
- Zpravodajská komunikace – radiorozvědka

### Organizační struktura k roku 2000
Operativní správy:
- 1. správa Evropa
- 2. správa Spojené království, Severní a Jižní Amerika, Nový Zéland, Austrálie
- 3. správa Asie
- 4. správa Afrika
- 5. správa Operativní rozvědka
- 6. správa Radiotechnická rozvědka
- 7. správa NATO
- 8. správa Jednotlivé země
- 9. správa Zbrojní technika
- 10. správa Vojenské hospodářství
- 11. správa Vojenské doktríny, výzbroj

Ostatní správy, oddělení a svazy:
- Správa kosmické rozvědky
- Kádrová správa
- Operativně technická správa
- Administrativně technická správa
- Správa zahraničních vztahů
- Politická správa
- Finanční správa
- Archivní oddělení
- Informační služba
- Oddělení zpracování informací
- Dešifrovací služba
- Vojenskopolitická akademie
- 16. brigáda Specnaz v Rjazani
- 22. brigáda Specnaz v Moskvě

## Náčelníci GRU

### Sovětský svaz
- Semjon Aralov (1918 – červen 1919)
- Sergej Gusev (červen – prosinec 1919)
- Vladimir Aussem (únor – červen 1920)
- Jan Lencman (1920–1921)
- Georgij Pjatakov (leden–únor 1921)
- Arvid Zejbot (1921–1924)
- Jan Berzin (1924–1935)
- Semjon Urickij (1935–1937)
- Semjon Gendin (1937–1938)
- Alexander Orlov (1938–1939)
- Ivan Proskurov (1939–1940)
- Filipp Golikov (1940–1941)
- Alexej Panfilov (1941–1942)
- Ivan Iljičev (1942–1945)
- Fjodor Kuzněcov (1945–1947)
- Nikolaj Trusov (1947–1949)
- Matvěj Zacharov (1949–1952)
- Michail Šalin (1952–1956)
- Sergej Štěmenko (1956–1957)
- Michail Šalin (1957–1958)
- Ivan Serov (1958–1963)
- Pjotr Ivašutin (1963–1986)
- Vladlen Michajlov (1986–1991)

### Ruská federace
- Jevgenij Timochin (1991–1992)
- Fjodor Ladygin (1992–1997)
- Valentin Korabelnikov (1997–2009)
- Alexandr Šljachturov (2009–2011)
- Igor Sergun (2011–2016)
- Igor Korobov (2016–2018)
- Igor Kostjukov (od 2018)